# Sinjang-dong, Osan
Sinjang-dong (koreanska: 신장동) är en stadsdel i staden Osan i provinsen Gyeonggi i den centrala delen av Sydkorea, 40 km söder om huvudstaden Seoul.